# Abbaye de Breitenau
Pour les articles homonymes, voir Breitenau.
L'abbaye de Breitenau est une ancienne abbaye bénédictine romane située dans le Breitenau, une partie de le village de Guxhagen, près de Cassel à la confluence de l'Eder et de la Fulda. C'est un établissement hospitalier psychiatrique depuis 1974. Pendant l'époque du régime national-socialiste, l'ancienne abbaye était transformée en camp de concentration.
L'abbaye de Breitenau est un exemple typique de l'architecture romane en Hesse inspirée de l'abbaye de Hirsau.